# فازلی
latitudeفازلیlongitudeفازلی
فازلی (به انگلیسی: Fazeley) یک شهرک در بریتانیا است که در انگلستان واقع شده‌است.

## خصوصیات
فازلی ۴٬۳۸۸ نفر جمعیت دارد.